# Lijst van Amerikaanse ministers van Defensie
De minister van Defensie (Engels: Secretary of Defense) leidt het ministerie van Defensie van de Verenigde Staten. De huidige minister van Defensie sinds 25 januari 2025 is Pete Hegseth.
Deze ministerspost bestaat sinds 1947, toen de ministeries van Oorlog en de marine samen met de nieuw gevormde luchtmacht werden samengevoegd tot één ministerie van Defensie.
| Nr.   | Minister van Defensie Secretary of Defense | Minister van Defensie Secretary of Defense | Minister van Defensie Secretary of Defense      | Ambtstermijn               | Ambtstermijn      | Partij(en)      | President(en)                    | Kabinet(en) |
| ----- | ------------------------------------------ | ------------------------------------------ | ----------------------------------------------- | -------------------------- | ----------------- | --------------- | -------------------------------- | ----------- |
| 1     |                                            | James Forrestal                            | James Forrestal (1892–1949)                     | 17 september 1947          | 28 maart 1949     | D               | Harry S. Truman (1947–1953)      | Truman      |
| 2     |                                            | Louis Johnson                              | Louis Johnson (1891–1966)                       | 28 maart 1949              | 19 september 1950 | D               | Harry S. Truman (1947–1953)      | Truman      |
| 3     |                                            | George Marshall                            | General of the Army George Marshall (1880–1959) | 19 september 1950          | 17 september 1951 | O               | Harry S. Truman (1947–1953)      | Truman      |
| 4     |                                            | Robert Lovett                              | Robert Lovett (1895–1986)                       | 17 september 1950          | 20 januari 1953   | R               | Harry S. Truman (1947–1953)      | Truman      |
| 5     |                                            | Charles Wilson                             | Charles Wilson (1890–1961)                      | 20 januari 1953            | 8 oktober 1957    | R               | Dwight D. Eisenhower (1953–1961) | Eisenhower  |
| 6     |                                            | Neil McElroy                               | Neil McElroy (1904–1972)                        | 8 oktober 1957             | 1 december 1959   | R               | Dwight D. Eisenhower (1953–1961) | Eisenhower  |
| 7     |                                            | Thomas Gates                               | Thomas Gates (1906–1983)                        | 1 december 1959            | 20 januari 1961   | R               | Dwight D. Eisenhower (1953–1961) | Eisenhower  |
| 8     |                                            | Robert McNamara                            | Robert McNamara (1916–2009)                     | 20 januari 1961            | 29 februari 1968  | R               | John F. Kennedy (1961–1963)      | Kennedy     |
| 8     | Lyndon B. Johnson (1963–1969)              | Robert McNamara                            | Robert McNamara (1916–2009)                     | 20 januari 1961            | 29 februari 1968  | R               | L.B. Johnson                     |             |
| 9     | Lyndon B. Johnson (1963–1969)              |                                            | Clark Clifford                                  | Clark Clifford (1906–1998) | 29 februari 1968  | 20 januari 1969 | L.B. Johnson                     | D           |
| 10    |                                            | Melvin Laird                               | Melvin Laird (1922–2016)                        | 20 januari 1969            | 30 januari 1973   | R               | Richard Nixon (1969–1974)        | Nixon       |
| 11    |                                            | Elliot Richardson                          | Elliot Richardson (1920–1999)                   | 30 januari 1973            | 24 mei 1973       | R               | Richard Nixon (1969–1974)        | Nixon       |
| [ 5 ] |                                            | Bill Clements                              | Bill Clements (1917–2011)                       | 24 mei 1973                | 2 juli 1973       | R               | Richard Nixon (1969–1974)        | Nixon       |
| 12    |                                            | James Schlesinger                          | James Schlesinger (1929–2014)                   | 2 juli 1973                | 20 november 1975  | R               | Richard Nixon (1969–1974)        | Nixon       |
| 12    |                                            | James Schlesinger                          | James Schlesinger (1929–2014)                   | 2 juli 1973                | 20 november 1975  | R               | Gerald Ford (1974–1977)          | Ford        |
| 13    |                                            | Donald Rumsfeld                            | Donald Rumsfeld (1932–2021)                     | 20 november 1975           | 20 januari 1977   | R               | Gerald Ford (1974–1977)          | Ford        |
| 14    |                                            | Harold Brown                               | Harold Brown (1927–2019)                        | 20 januari 1977            | 20 januari 1981   | D               | Jimmy Carter (1977–1981)         | Carter      |
| 15    |                                            | Caspar Weinberger                          | Caspar Weinberger (1917–2006)                   | 20 januari 1981            | 23 november 1987  | R               | Ronald Reagan (1981–1989)        | Reagan      |
| 16    |                                            | Frank Carlucci                             | Frank Carlucci (1930–2018)                      | 23 november 1987           | 20 januari 1989   | R               | Ronald Reagan (1981–1989)        | Reagan      |
| [ 5 ] |                                            | William Howard Taft IV                     | William Howard Taft IV (1945)                   | 20 januari 1989            | 20 maart 1989     | R               | George H.W. Bush (1989–1993)     | G.H.W. Bush |
| 17    |                                            | Dick Cheney                                | Dick Cheney (1941)                              | 20 maart 1989              | 20 januari 1993   | R               | George H.W. Bush (1989–1993)     | G.H.W. Bush |
| 18    |                                            | Les Aspin                                  | Les Aspin (1938–1995)                           | 20 januari 1993            | 3 februari 1994   | D               | Bill Clinton (1993–2001)         | Clinton     |
| 19    |                                            | William Perry                              | William Perry (1927)                            | 3 februari 1994            | 24 januari 1997   | D               | Bill Clinton (1993–2001)         | Clinton     |
| 20    |                                            | William Cohen                              | William Cohen (1940)                            | 24 januari 1997            | 20 januari 2001   | R               | Bill Clinton (1993–2001)         | Clinton     |
| 21    |                                            | Donald Rumsfeld                            | Donald Rumsfeld (1932–2021)                     | 20 januari 2001            | 18 december 2006  | R               | George W. Bush (2001–2009)       | G. W. Bush  |
| 22    |                                            | Robert Gates                               | Robert Gates (1943)                             | 18 december 2006           | 1 juli 2011       | R               | George W. Bush (2001–2009)       | G. W. Bush  |
| 22    |                                            | Robert Gates                               | Robert Gates (1943)                             | 18 december 2006           | 1 juli 2011       | R               | Barack Obama (2009–2017)         | Obama       |
| 23    |                                            | Leon Panetta                               | Leon Panetta (1938)                             | 1 juli 2011                | 27 februari 2013  | D               | Barack Obama (2009–2017)         | Obama       |
| 24    |                                            | Chuck Hagel                                | Chuck Hagel (1946)                              | 27 februari 2013           | 17 februari 2015  | R               | Barack Obama (2009–2017)         | Obama       |
| 25    |                                            | Ash Carter                                 | Ash Carter (1954–2022)                          | 17 februari 2015           | 20 januari 2017   | D               | Barack Obama (2009–2017)         | Obama       |
| 26    |                                            | James Mattis                               | General James Mattis (1950)                     | 20 januari 2017            | 1 januari 2019    | O               | Donald Trump (2017–2021)         | Trump I     |
| [ 5 ] |                                            | Patrick Shanahan                           | Patrick Shanahan (1962)                         | 1 januari 2019             | 24 juni 2019      | O               | Donald Trump (2017–2021)         | Trump I     |
| [ 5 ] |                                            | Mark Esper                                 | Mark Esper (1964)                               | 24 juni 2019               | 15 juli 2019      | R               | Donald Trump (2017–2021)         | Trump I     |
| [ 5 ] |                                            | Richard Spencer                            | Richard Spencer (1954)                          | 15 juli 2019               | 25 juli 2019      | R               | Donald Trump (2017–2021)         | Trump I     |
| 27    |                                            | Mark Esper                                 | Mark Esper (1964)                               | 25 juli 2019               | 9 november 2020   | R               | Donald Trump (2017–2021)         | Trump I     |
| [ 5 ] |                                            | Christopher Miller                         | Christopher Miller (1964)                       | 9 november 2020            | 20 januari 2021   | R               | Donald Trump (2017–2021)         | Trump I     |
| [ 5 ] |                                            | David Norquist                             | David Norquist (1966)                           | 20 januari 2021            | 22 januari 2021   | R               | Joe Biden (2021–2025)            | Biden       |
| 28    |                                            | Lloyd Austin                               | General Lloyd Austin (1953)                     | 22 januari 2021            | 20 januari 2025   | O               | Joe Biden (2021–2025)            | Biden       |
| [ 5 ] |                                            | Robert Salesses                            | Robert Salesses                                 | 20 januari 2025            | 25 januari 2025   | O               | Donald Trump (2025–heden)        | Trump II    |
| 29    |                                            | Pete Hegseth                               | Pete Hegseth (1980)                             | 25 januari 2025            | heden             | R               | Donald Trump (2025–heden)        | Trump II    |

## Onderministers van Defensie (1949–heden)
| Nr.    | Onderminister van Defensie Deputy Secretary of Defense | Onderminister van Defensie Deputy Secretary of Defense | Onderminister van Defensie Deputy Secretary of Defense | Ambtstermijn            | Ambtstermijn             | Partij(en)      | President(en)                    | Kabinet(en) |
| ------ | ------------------------------------------------------ | ------------------------------------------------------ | ------------------------------------------------------ | ----------------------- | ------------------------ | --------------- | -------------------------------- | ----------- |
| 1      |                                                        | Stephen Early                                          | Stephen Early (1889–1951)                              | 1 mei 1949              | 30 september 1950        | D               | Harry S. Truman (1947–1953)      | Truman      |
| Vacant |                                                        |                                                        |                                                        |                         |                          |                 | Harry S. Truman (1947–1953)      | Truman      |
| 2      |                                                        | Robert Lovett                                          | Robert Lovett (1895–1986)                              | 5 oktober 1950          | 17 september 1950        | R               | Harry S. Truman (1947–1953)      | Truman      |
| Vacant |                                                        |                                                        |                                                        |                         |                          |                 | Harry S. Truman (1947–1953)      | Truman      |
| 3      |                                                        | William Foster                                         | William Foster (1897–1984)                             | 25 september 1950       | 20 januari 1953          | R               | Harry S. Truman (1947–1953)      | Truman      |
| 4      |                                                        | Roger Kyes                                             | Roger Kyes (1906–1971)                                 | 20 januari 1953         | 1 mei 1954               | R               | Dwight D. Eisenhower (1953–1961) | Eisenhower  |
| 5      |                                                        | Robert Anderson                                        | Robert Anderson (1910–1989)                            | 1 mei 1954              | 5 augustus 1955          | R               | Dwight D. Eisenhower (1953–1961) | Eisenhower  |
| 6      |                                                        | Reuben Robertson                                       | Reuben Robertson (1908–1960)                           | 5 augustus 1955         | 25 april 1957            | R               | Dwight D. Eisenhower (1953–1961) | Eisenhower  |
| Vacant |                                                        |                                                        |                                                        |                         |                          |                 | Dwight D. Eisenhower (1953–1961) | Eisenhower  |
| 7      |                                                        | Donald Quarles                                         | Donald Quarles (1894–1959)                             | 1 mei 1957              | 9 mei 1959               | R               | Dwight D. Eisenhower (1953–1961) | Eisenhower  |
| Vacant |                                                        |                                                        |                                                        |                         |                          |                 | Dwight D. Eisenhower (1953–1961) | Eisenhower  |
| 8      |                                                        | Thomas Gates                                           | Thomas Gates (1906–1983)                               | 9 juni 1959             | 1 december 1959          | R               | Dwight D. Eisenhower (1953–1961) | Eisenhower  |
| Vacant |                                                        |                                                        |                                                        |                         |                          |                 | Dwight D. Eisenhower (1953–1961) | Eisenhower  |
| 9      |                                                        | James Douglas                                          | James Douglas (1899–1988)                              | 10 december 1959        | 20 januari 1961          | R               | Dwight D. Eisenhower (1953–1961) | Eisenhower  |
| 10     |                                                        | Roswell Gilpatric                                      | Roswell Gilpatric (1906–1996)                          | 20 januari 1961         | 20 januari 1964          | D               | John F. Kennedy (1961–1963)      | Kennedy     |
| 10     | Lyndon B. Johnson (1963–1969)                          | Roswell Gilpatric                                      | Roswell Gilpatric (1906–1996)                          | 20 januari 1961         | 20 januari 1964          | D               | L.B. Johnson                     |             |
| Vacant | Lyndon B. Johnson (1963–1969)                          |                                                        |                                                        |                         |                          |                 | L.B. Johnson                     |             |
| 11     | Lyndon B. Johnson (1963–1969)                          |                                                        | Cyrus Vance                                            | Cyrus Vance (1917–2002) | 28 januari 1964          | 1 juli 1967     | L.B. Johnson                     | D           |
| 12     | Lyndon B. Johnson (1963–1969)                          |                                                        | Paul Nitze                                             | Paul Nitze (1907–2004)  | 1 juli 1967              | 20 januari 1969 | L.B. Johnson                     | O           |
| 13     |                                                        | David Packard                                          | David Packard (1912–1996)                              | 20 januari 1969         | 11 december 1971         | O               | Richard Nixon (1969–1974)        | Nixon       |
| Vacant |                                                        |                                                        |                                                        |                         |                          |                 | Richard Nixon (1969–1974)        | Nixon       |
| 14     |                                                        | Kenneth Rush                                           | Kenneth Rush (1910–1994)                               | 22 februari 1972        | 30 januari 1973          | R               | Richard Nixon (1969–1974)        | Nixon       |
| 15     |                                                        | Bill Clements                                          | Bill Clements (1917–2011)                              | 30 januari 1973         | 10 december 1975         | R               | Richard Nixon (1969–1974)        | Nixon       |
| 15     |                                                        | Bill Clements                                          | Bill Clements (1917–2011)                              | 30 januari 1973         | 10 december 1975         | R               | Gerald Ford (1974–1977)          | Ford        |
| 16     |                                                        | Robert Ellsworth                                       | Robert Ellsworth (1926–2011)                           | 10 december 1975        | 20 januari 1977          | R               | Gerald Ford (1974–1977)          | Ford        |
| 17     |                                                        | Charles Duncan                                         | Charles Duncan (1926–2022)                             | 20 januari 1977         | 25 augustus 1979         | D               | Jimmy Carter (1977–1981)         | Carter      |
| 18     |                                                        | Graham Claytor                                         | Graham Claytor (1912–1994)                             | 25 augustus 1979        | 20 januari 1981          | D               | Jimmy Carter (1977–1981)         | Carter      |
| 19     |                                                        | Frank Carlucci                                         | Frank Carlucci (1930–2018)                             | 20 januari 1981         | 31 december 1982         | R               | Ronald Reagan (1981–1989)        | Reagan      |
| Vacant |                                                        |                                                        |                                                        |                         |                          |                 | Ronald Reagan (1981–1989)        | Reagan      |
| 20     |                                                        | Paul Thayer                                            | Paul Thayer (1919–2010)                                | 13 januari 1983         | 4 januari 1984           | O               | Ronald Reagan (1981–1989)        | Reagan      |
| Vacant |                                                        |                                                        |                                                        |                         |                          |                 | Ronald Reagan (1981–1989)        | Reagan      |
| 21     |                                                        | William Howard Taft IV                                 | William Howard Taft IV (1945)                          | 4 februari 1984         | 22 april 1989            | R               | Ronald Reagan (1981–1989)        | Reagan      |
| 21     |                                                        | William Howard Taft IV                                 | William Howard Taft IV (1945)                          | 4 februari 1984         | 22 april 1989            | R               | George H.W. Bush (1989–1993)     | G.H.W. Bush |
| 22     |                                                        | Donald Atwood                                          | Donald Atwood (1924–1994)                              | 22 april 1989           | 20 januari 1993          | O               | George H.W. Bush (1989–1993)     | G.H.W. Bush |
| 23     |                                                        | William Perry                                          | William Perry (1927)                                   | 20 januari 1993         | 3 februari 1994          | D               | Bill Clinton (1993–2001)         | Clinton     |
| Vacant |                                                        |                                                        |                                                        |                         |                          |                 | Bill Clinton (1993–2001)         | Clinton     |
| 24     |                                                        | John Deutch                                            | John Deutch (1938)                                     | 10 maart 1994           | 10 mei 1995              | D               | Bill Clinton (1993–2001)         | Clinton     |
| Vacant |                                                        |                                                        |                                                        |                         |                          |                 | Bill Clinton (1993–2001)         | Clinton     |
| 25     |                                                        | John White                                             | John White (1937–2017)                                 | 22 juni 1995            | 15 juli 1997             | D               | Bill Clinton (1993–2001)         | Clinton     |
| 26     |                                                        | John Hamre                                             | John Hamre (1950)                                      | 15 juli 1997            | 31 maart 2000            | R               | Bill Clinton (1993–2001)         | Clinton     |
| 27     |                                                        | Rudy de Leon                                           | Rudy de Leon (1952)                                    | 31 maart 2000           | 20 januari 2001          | D               | Bill Clinton (1993–2001)         | Clinton     |
| Vacant | Vacant                                                 | Vacant                                                 | Vacant                                                 | Vacant                  | Vacant                   | Vacant          | George W. Bush (2001–2009)       | G. W. Bush  |
| 28     |                                                        | Paul Wolfowitz                                         | Paul Wolfowitz (1943)                                  | 1 maart 2001 2001       | 13 mei 2005              | R               | George W. Bush (2001–2009)       | G. W. Bush  |
| [ 9 ]  |                                                        | Gordon England                                         | Gordon England (1937)                                  | 13 mei 2005             | 3 januari 2006           | R               | George W. Bush (2001–2009)       | G. W. Bush  |
| 29     | 3 januari 2006                                         | Gordon England                                         | Gordon England (1937)                                  | 11 februari 2009        |                          | R               | George W. Bush (2001–2009)       | G. W. Bush  |
| 29     | 3 januari 2006                                         | Gordon England                                         | Gordon England (1937)                                  | 11 februari 2009        | Barack Obama (2009–2017) | R               | Obama                            |             |
| 30     |                                                        | William Lynn                                           | William Lynn (1954)                                    | 11 februari 2009        | Barack Obama (2009–2017) | 5 oktober 2011  | Obama                            | D           |
| 31     |                                                        | Ash Carter                                             | Ash Carter (1954–2022)                                 | 5 oktober 2011          | Barack Obama (2009–2017) | 5 december 2013 | Obama                            | D           |
| [ 5 ]  |                                                        | Christine Fox                                          | Christine Fox (1955)                                   | 5 december 2013         | Barack Obama (2009–2017) | 1 mei 2014      | Obama                            | O           |
| 32     |                                                        | Robert Work                                            | Robert Work (1953)                                     | 1 mei 2014              | Barack Obama (2009–2017) | 14 juli 2017    | Obama                            | O           |
| 32     |                                                        | Robert Work                                            | Robert Work (1953)                                     | 1 mei 2014              | Donald Trump (2017–2021) | 14 juli 2017    | Trump I                          | O           |
| 33     |                                                        | Patrick Shanahan                                       | Patrick Shanahan (1962)                                | 14 juli 2017            | Donald Trump (2017–2021) | 24 juni 2019    | Trump I                          | O           |
| [ 5 ]  |                                                        | David Norquist                                         | David Norquist (1966)                                  | 24 juni 2019            | Donald Trump (2017–2021) | 25 juli 2019    | Trump I                          | R           |
| [ 5 ]  |                                                        | Richard Spencer                                        | Richard Spencer (1954)                                 | 25 juli 2019            | Donald Trump (2017–2021) | 31 juli 2019    | Trump I                          | R           |
| 34     |                                                        | David Norquist                                         | David Norquist (1966)                                  | 31 juli 2019            | Donald Trump (2017–2021) | 8 februari 2021 | Trump I                          | R           |
| 34     |                                                        | David Norquist                                         | David Norquist (1966)                                  | 31 juli 2019            | Joe Biden (2021–2025)    | 8 februari 2021 | Biden                            | R           |
| 35     |                                                        | Kathleen Hicks                                         | Kathleen Hicks (1970)                                  | 8 februari 2021         | Joe Biden (2021–2025)    | 20 januari 2025 | Biden                            | D           |
| [ 5 ]  |                                                        | Robert Salesses                                        | Robert Salesses                                        | 20 januari 2025         | 17 maart 2025            | O               | Donald Trump (2025–heden)        | Trump II    |
| 35     |                                                        | Steve Feinberg                                         | Steve Feinberg (1960)                                  | 17 maart 2025           | heden                    | R               | Donald Trump (2025–heden)        | Trump II    |